# جوني بيس
جوني بيس (بالإنجليزية: Johnny Pace)‏ هو عازف جاز أمريكي، ولد في 1929، وتوفي في 1979.

## وصلات خارجية
- جوني بيس على موقع ميوزك برينز (الإنجليزية)
- جوني بيس على موقع ديسكوغز (الإنجليزية)